# Organizzazione di Vigilanza e Repressione dell'Antifascismo
Organizzazione di Vigilanza e Repressione dell'Antifascismo (OVRA) (hrvatski Organizacija za praćenje i borbu protiv antifašizma) bila je talijanska tajna policija. Formirana je 1927. kao odjel talijanske državne policije i djelovala do pada fašizma 1943. Bila je ključni instrument Mussolinijeva fašističkog režima kako bi osigurala fašističkoj partiji održavanje na vlasti. 
Agenti OVRA bili su omiljena meta komunističkih partizana jer su bili simbol fašističke vlasti. 

## Porijeklo
Poslije Zambonijevog pokušaja ubojstva Mussolinija, talijanske vlasti donijele su velik broj represivnih zakona. Sve političke stranke, udruge i organizacije suprotstavljeni fašističkom režimu su raspušteni, a svakoga kome je dokazano da su "počinili ili izrazili namjeru da počine radnje usmjerene na nasilno rušenje socijalnog, ekonomskog ili nacionalnog uređenja ili prijetili nacionalnoj sigurnosti ili se suprotstavljaju ili ometaju akcije vlade" policija je mogla poslati u progonstvo. Dana 25. studenoga 1926., novi "zakon za zaštitu države" (tal. Legge di Difesa dello Stato) ustanovio je "Posebni sud" (Tribunale Speciale) za suđenje onima koji su optuženi da su "neprijatelji države", i osuđivali ih na oštre zatvorske kazne ili čak na smrt, pošto je smrtna kazna opet uvedena ovim novim zakonom.

## OVRA u NDH
OVRA je tijekom Drugog svjetskog rata imala svoj ured u Zagrebu.